# Manometr

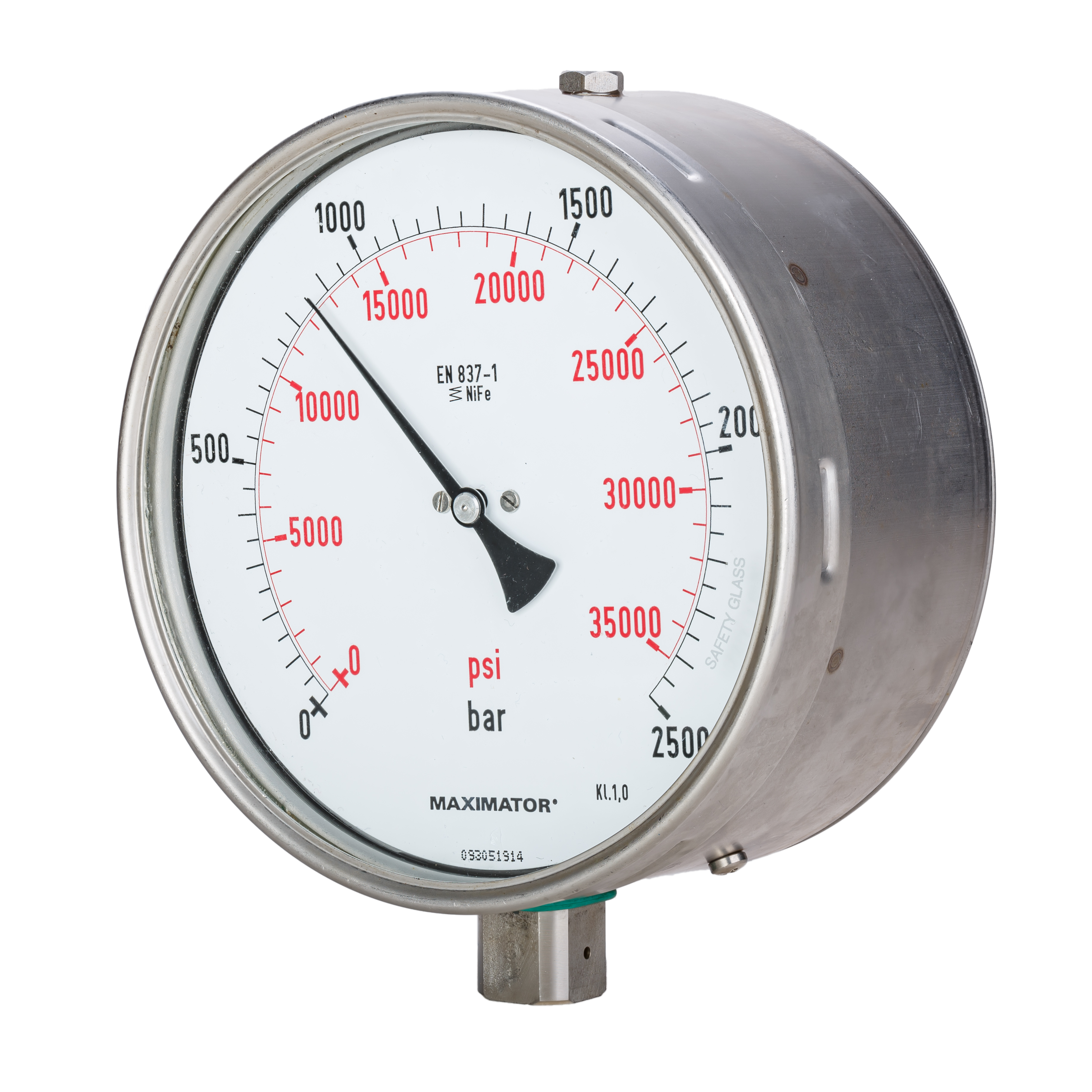
Manometr z rurką Bourdona

Pomiar ciśnienia p względem ciśnienia atmosferycznego p_{atm} w jednostkach mmH_{2}O za pomocą u-rurki. Tutaj p jest mniejsze od p_{atm} i stąd ujemna wartość wyniku pomiaru.

Manometr z rurką Bourdona:
1 – koło zębate sprzężone z wskazówką (6); 2 – dźwignia zębata; 3 – oś obrotu dźwigni zębatej (2); 4 – cięgno; 5 – sprężysta rurka; 6 – wskazówka; 7 – uchwyt; 8 – gwint.

Manometr membranowy
1 – koło zębate sprzężone z wskazówką (5); 2 – trzpień z zębatką połączony z membraną (3); 4 – korpus; 5 – wskazówka.

Manometr (z gr.) – przyrząd do pomiaru ciśnienia względem ciśnienia otoczenia (to go odróżnia od barometru), zazwyczaj ciśnienia atmosferycznego. Określenie jest też używane w szerszym zakresie jako każdy przyrząd do pomiaru ciśnienia (ciśnieniomierz).

## Podział przyrządów do pomiaru ciśnienia
Ze względu na ciśnienie odniesienia i wskazywane ciśnienie, przyrządy do pomiaru ciśnienia dzieli się na:
- absolutne (bezwzględne) – wskazują ciśnienie absolutne, czyli w odniesieniu do próżni,
- różnicowe – wskazują różnicę ciśnień,
- względne (manometry) – wskazują ciśnienie względem ciśnienia otoczenia (względne) i większe od niego,
  - wakuometry – wskazują ciśnienia względne, ale mniejsze od ciśnienia otoczenia (podciśnienie),
  - manowakuometry – wskazują ciśnienie względne większe oraz mniejsze od ciśnienia otoczenia.

## Typy manometrów
Ze względu na sposób pomiaru ciśnieniomierze dzieli się na:
- hydrostatyczne (cieczowe)
  - U-rurka
  - naczyniowe
- sprężynowe
  - ze sprężyną rurkową (Bourdona)
  - z przeponą
    - falistą (puszki membranowe)
    - sprężystą
    - płaską

  - mieszkowe (puszki manometryczne)
    - mieszki sprężyste
- dzwonowe
- waga pierścieniowa
- elektryczne
  - tensometryczne
  - piezoelektryczne
  - indukcyjne
- tłokowe
  - techniczne
  - obciążnikowo-tłokowy (manometr wzorcowy)

## Manometr sprężynowy
Manometr z przeponą wykonaną zazwyczaj z metalu, która pod wpływem różnicy ciśnień po jej obu stronach odkształca się, zmieniając położenie wskazówki na skali.

## Rurka Bourdona
Manometry sprężynowe rurkowe, zwane też ciśnieniomierzami ze sprężyną rurkową składają się z wygiętej w łuk lub wielu zwojów rurki, zwanej od nazwiska konstruktora Eugène Bourdona rurką Bourdona.
Jeden koniec rurki jest zamocowany do obudowy i przez niego doprowadza się do rurki ciśnienie, drugi zamknięty koniec połączony jest z układem wskazującym ciśnienie wykonanym zazwyczaj jako układ przekładni. Rurka pełni jednocześnie rolę sprężyny powrotnej. W wygiętej rurce ciśnienie wywiera większe parcie na powierzchnię zewnętrzną łuku rurki niż na powierzchnię wewnętrzną łuku, co powoduje, że rurka prostuje się nieco pod wpływem wzrostu ciśnienia. Zmiana wygięcia powoduje zmianę położenia zamkniętego końca połączonego ze wskazówką.
Manometry z rurką Bourdona są obecnie najczęściej stosowanymi manometrami.

## Puszki membranowe
Szeroko stosowanymi elementami pomiarowymi są membrany i puszki membranowe. Membrany płaskie ze względu na małe ugięcia i silnie zakrzywioną charakterystykę są stosowane rzadziej niż membrany sfalowane. Membrany płaskie stosowane są głównie do pomiaru małych ciśnień z uwagi na większą czułość. Membrana sfalowana ma współosiowe wytłoczenia. Kształt promieniowego przekroju (profil) odgrywa zasadniczą rolę w ukształtowaniu charakterystyki. Wprowadzenie sfalowania powoduje zmniejszenie naprężeń spowodowanych rozciąganiem membrany oraz zwiększenie naprężeń spowodowaniem zginaniem. 

## Mieszki sprężyste
Mieszki sprężyste stosowane są jako elementy pomiarowe w przypadku dużych ugięć i prostoliniowej charakterystyki bez względu na kierunek obciążenia. Czułość mieszka w zakresie proporcjonalnym jest stała, proporcjonalna do przyłożonej do denka siły. Mieszki stosowane są również jako czujniki temperatury.